# Arachnotermes termitophilus
Arachnotermes termitophilus är en spindelart som beskrevs av Cândido Firmino de Mello-Leitão 1928. 
Arachnotermes termitophilus ingår i släktet Arachnotermes och familjen hoppspindlar. Inga underarter finns listade i Catalogue of Life.